# Лестощі (фільм, 1925)
Лестощі (англ. Flattery) — американська драма режисера Тома Формана 1925 року.

## У ролях
- Джон Бауерс — Реджинальд Меллорі
- Маргаріт Де Ла Мотт — Бетті Бідл
- Алан Хейл — Артур Баррінгтон
- Грейс Дармонд — Аллен Кінг
- Едвардс Девіс — Джон Біддл
- Луїс Моррісон — мер
- Ларрі Стірс — прокурор округу
- Ньютон Холл